# كريس جويس
كريس جويس (بالإنجليزية: Christopher Joyce)‏ (31 يناير 1985 بنيوكاسل أبون تاين في المملكة المتحدة - ) هو لاعب كرة قدم بريطاني في مركز الهجوم. لعب مع نادي أود ونادي بليث سبارتانز وNybergsund IL-Trysil ‏ وNotodden FK ‏ وPors Fotball ‏ وAsker Fotball ‏.

## وصلات خارجية
- كريس جويس على موقع اتحاد النرويج (النرويجية)
- كريس جويس على موقع قاعدة بيانات كرة القدم.إي يو (الإنجليزية)
- كريس جويس على موقع Soccerway.com (الإنجليزية)
- كريس جويس على موقع عالم كرة القدم.نت (الإنجليزية)
- كريس جويس على موقع GSA (الإنجليزية)